# Trifolium mattirolianum
Trifolium mattirolianum är en ärtväxtart som beskrevs av Emilio Chiovenda. Trifolium mattirolianum ingår i släktet klövrar, och familjen ärtväxter. Inga underarter finns listade i Catalogue of Life.